# Auschwitz Monowitz
Auschwitz Monowitz (también conocido como Monowitz-Buna, Buna, o Auschwitz III) fue un subcampo de concentración o uno de los tres campos de concentración de Auschwitz, creados en la Alemania nazi. Fue establecido en 1942, en Polonia.

## Auschwitz como subcampo de concentración
Monowitz fue principalmente un campo de trabajo forzado, aunque con un alto grado de exterminio. Albergó alrededor de 12.000 prisioneros, en su mayoría judíos, y prisioneros de guerra que generalmente obtenían trabajos más fáciles. Estos prisioneros trabajaban en la fábrica de caucho sintético IG Farben, que colaboraba con las SS. La fábrica fue totalmente construida y operada por los prisioneros que albergaba el campo de concentración, quienes recibieron la dosis estricta de alimento, refugio y herramientas de construcción. Pocos meses después de haber sido establecido, la muerte de los prisioneros por hambre o agotamiento era normal, con un flujo constante de nuevos trabajadores. Estos trabajos contaban con la vigilancia de una docena de guardias de SS Aufseherinnen. Monowitz fue el único campo de Auschwitz en ser bombardeado por los Aliados. Desde entonces la fábrica Buna presentó un objetivo militar. Debido a estos bombardeos en 1944, la construcción de Buna no fue completada y ni un gramo de caucho fue alguna vez producido. Finalmente Monowitz se convirtió en el mayor campo de trabajo forzado en Auschwitz. La compañía IG Farben invirtió más de 700 millones de Reichmarks (que para 1942 serían unos USD$ 1,4 mil millones) en Monowitz.

## Separación de Monowitz
En noviembre de 1943 las SS declararon que los campos de concentración Auschwitz II (Birkenau) y Auschwitz III (Monowitz) debían convertirse en campos de concentración separados. El SS Hauptsturmführer (Capitán) Heinrich Schwarz fue designado comandante de Monowitz, desde noviembre de 1943 hasta el 17 de enero de 1945. Auschwitz III no poseía cámaras de gas propias, por lo que se procedió a trasladar a los prisioneros que no podían seguir trabajando al campo de exterminio Birkenau.

## Liberación del campo
En enero de 1945 las tropas soviéticas entraron a Monowitz y liberaron a los prisioneros que quedaban, en gran parte los que estaban confinados en la enfermería y los que no poseían ya las facultades físicas para verse envueltos en las marchas de la muerte. Entre ellos estuvo el reconocido escritor Primo Levi. Su contemporáneo Paul Steinberg, quien luego fue criticado por Levi y a quien Steinberg respondió en Speak You Also, marchó el mismo mes fuera del campo en las marchas de la muerte y luego fue liberado por los norteamericanos en Buchenwald.
Heinrich Schwarz, antiguo comandante del campo, se había trasladado al campo de concentración de Natzweiler, donde fue capturado por los aliados y enfrentó cargos en un tribunal francés, siendo condenado a muerte y ejecutado en el bosque de Seinward el 20 de marzo de 1947.